# أليس أبروت
أليس أبروت ناوونا (بالإنجليزية: Alice Aprot Nawowuna) هي عداءة مسافات طويلة كينية ولد في يوم 2 يناير 1994، أبرز إنجازاتها هو فوزها بالميدالية الذهبية في دورة الألعاب الأفريقية 2015 في برازافيل في الكونغو الديمقراطية بسباق 10000 متر وحققت الميدالية البرونزية بنفس الدورة في سباق 5000 متر.

## روابط خارجية
- أليس أبروت على موقع الاتحاد الدولي لألعاب القوى (الإنجليزية)
- أليس أبروت على موقع الدوري الماسي (الإنجليزية)
- أليس أبروت على موقع أوليمبيديا (الإنجليزية)